# Tmarus vexillifer
Tmarus vexillifer är en spindelart som först beskrevs av Butler 1876.  Tmarus vexillifer ingår i släktet Tmarus och familjen krabbspindlar. Inga underarter finns listade i Catalogue of Life.